# Egerländer Biografisches Lexikon
Das Egerländer Biografische Lexikon (EBL) ist ein dreibändiges biografisches Nachschlagewerk „mit ausgewählten Personen aus dem ehemaligen Regierungsbezirk Eger“ des Reichsgaus Sudetenland.
Bearbeitet und herausgegeben wurde das Lexikon vom Heimatforscher Josef Weinmann (* 28. Juli 1926 in Karlsbad), einem promovierten Schweizer Zahnmediziner und Mitglied des sudetendeutschen Heimatvereines Egerländer Gmoi e. V., der schon zuvor genealogische, heimatkundliche und biografische Beiträge für verschiedene Heimatzeitungen verfasste. Als ständiger Mitarbeiter des Arbeitskreises Egerländer Kulturschaffender (AEK) gründete er innerhalb des Vereins einen Arbeitskreis zur Erstellung des Nachschlagewerkes. Im Selbstverlag des Autors in Männedorf, Kanton Zürich, erschien dann 1985 der erste Band mit biografischen Artikeln zu den Initialen A–M mit insgesamt 375 Seiten und 1987 der zweite Teil mit den Buchstaben N–Z mit 366 Seiten. Die Gesamtherstellung der beiden Bände erfolgte bei der Druckhaus Bayreuth Verlagsgesellschaft mbH, Bayreuth, der auch der Hauptanteil des Nordbayerischen Kuriers gehört. 2005 erschien dort auch der Ergänzungsband A–Z mit 231 Seiten. In dem vom Arbeitskreis Egerländer Kulturschaffender selbst zum Standardwerk erklärten Lexikon sind über 4.000 Lebensläufe, Kurzbiografien mit Werken und weiteren Literaturangaben zusammengefasst.
Das Werk ist sehr auf die deutsche Geschichte des Egerlandes fokussiert. Die deutsch-tschechische Historikerin Eva Schmidt-Hartmann lobte in ihrer Rezension des ersten Bandes die qualitätsvolle Aufmachung und den Detailreichtum, hinterfragte aber die Zuverlässigkeit der Informationen und kritisierte unter anderem die Tendenz des Autors, gewisse Personen mit tschechischer oder nicht klar feststellbarer nationaler Identität „einzudeutschen“. Umgekehrt seien viele bedeutende, aber dezidiert tschechische Persönlichkeiten des Egerlandes nicht aufgenommen worden. Des Weiteren bemängelte sie, dass „generell tschechische historische Quellen und wissenschaftliche Literatur nicht berücksichtigt“ wurden. Die „ausschließliche Verwendung“ der mittlerweile ungebräuchlichen „deutschen Ortsnamen“ erschwere einem internationalen Publikum eher die Erkenntnis, wie viel im Egerland tatsächlich einmal deutsch geprägt gewesen sei, anstatt dieses Wissen zu fördern. Das Werk sei als „Huldigung“ erfolgreicher Menschen zu verstehen, „die in irgendeiner Beziehung zum Egerland standen“. Es werde aufgrund „seiner Detailinformationen zur Geschichte der böhmischen Länder“ und des „gegenwärtig [1985, Anm.] beschränkten Wertes tschechischer historischer Arbeiten und angesichts der nur beschränkten Informationsmöglichkeiten ausländischer Historiker“ auch von Wissenschaftlern verwendet werden.

## Bände
- Josef Weinmann: Egerländer biografisches Lexikon. Band 1. (A–M). J. Weinmann, Männedorf/ZH 1985. ISBN 3-922808-12-3
- Josef Weinmann: Egerländer biografisches Lexikon. Band 2. (N–Z). J. Weinmann, Männedorf/ZH 1987. ISBN 3-922808-12-3
- Josef Weinmann: Egerländer biografisches Lexikon. Band 3. (A–Z). J. Weinmann, Männedorf/ZH 2005. [Ergänzungsband]